# Hertz Arena
Hertz Arena, tidigare Everblades Arena, Teco Arena och Germain Arena, är en inomhusarena i den amerikanska staden Estero i delstaten Florida och har en publikkapacitet på mellan 7 181 och fler än 8 500 åskådare beroende på arrangemang. Inomhusarenan började byggas i november 1997 och öppnades den 2 november 1998. Den används primärt som hemmaarena till ishockeylaget Florida Everblades i ECHL.